# Les Monts-Verts
Les Monts-Verts är en kommun i departementet Lozère i regionen Occitanien i södra Frankrike. Kommunen ligger i kantonen Saint-Chély-d'Apcher som tillhör arrondissementet Mende. År 2022 hade Les Monts-Verts 315 invånare.

## Befolkningsutveckling
Antalet invånare i kommunen Les Monts-Verts
| Referens: INSEE |